# Acrospermum adeanum
Acrospermum adeanum är en svampart som beskrevs av Höhn. 1923. Acrospermum adeanum ingår i släktet Acrospermum och familjen Acrospermaceae.   Inga underarter finns listade i Catalogue of Life.